# Bryčka

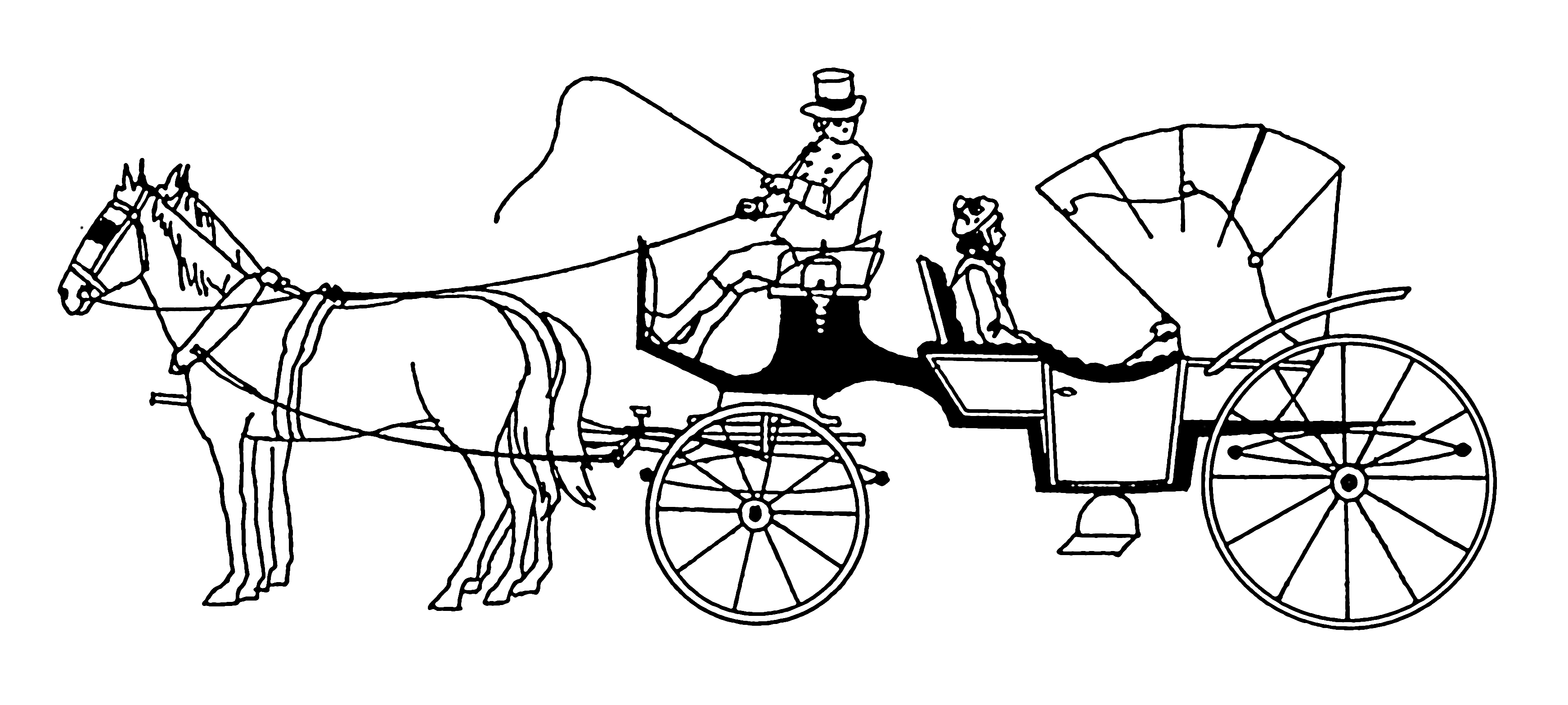
Bryčka

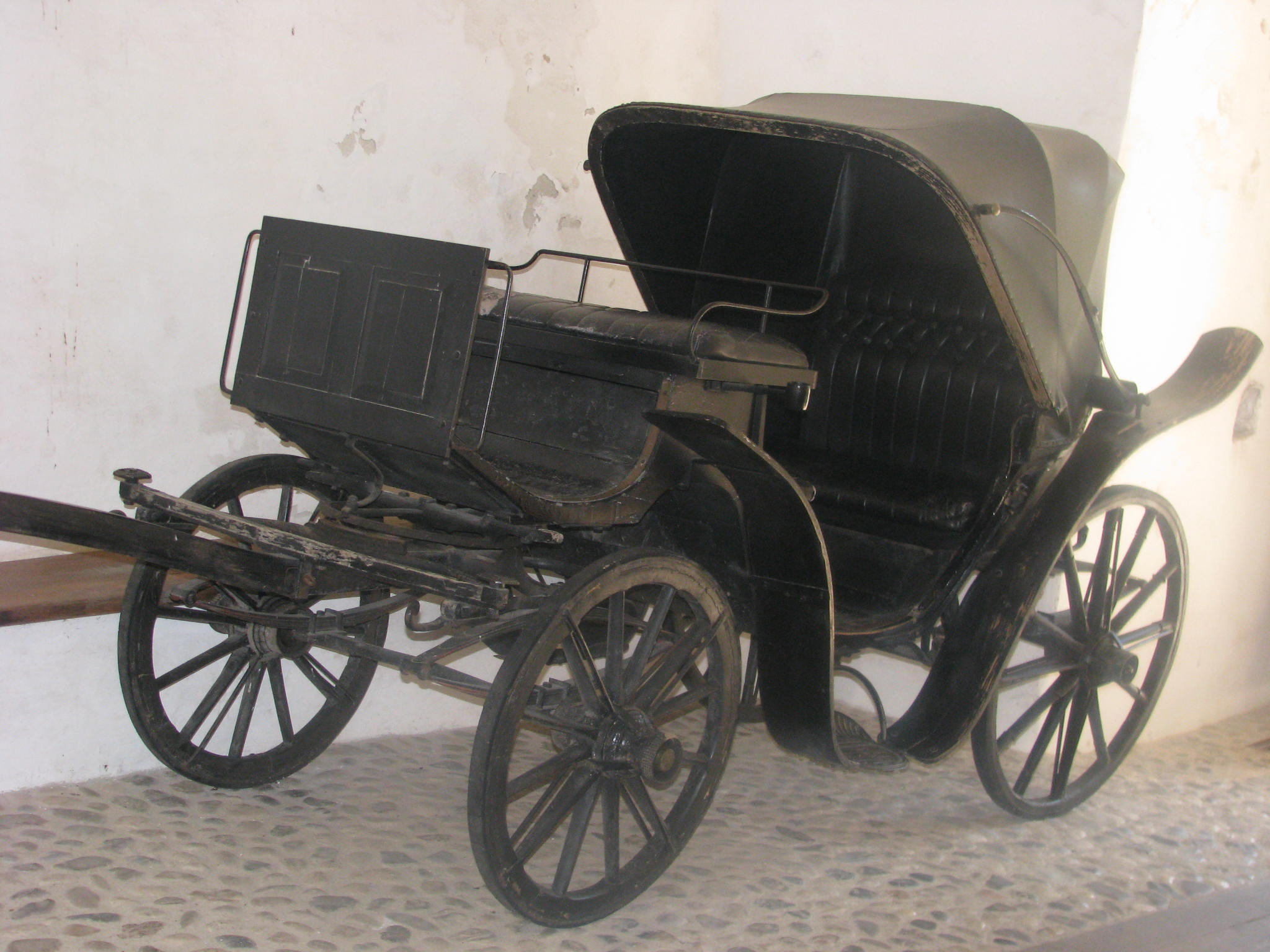
Klasická bryčka

Bryčka je druh lehkého kočáru oblíbeného v 19. století, který se vyvinul z kolesy či kolesky, jež se objevila již o století dříve. Byl to původně nekrytý čtyřkolový osobní povoz se sedadlem pro cestující umístěným nad zadními koly a nekrytým kozlíkem pro vozku neboli kočího umístěným nad předními koly. Později se objevila verze se dvěma řadami sedadel a měkkou sklápěcí střechou. Sedadla pro cestující byla umístěna proti sobě neboli vis-à-vis, takže si všichni hleděli navzájem do tváří. Střecha se skládala jako měch za zadní sedadla. Kozlík byl vyvýšený a nekrytý. Vozidlo bylo zavěšeno na listových pružinách a taženo párem silných koní.

## Kolesa

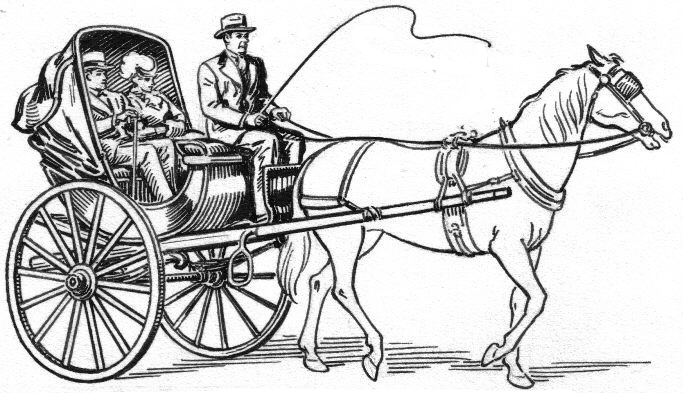
Kolesa

Lehký dvoukolový osobní povoz se sedadly nad koly pocházející z 18. století, z něhož se vyvinula bryčka. Byl určen pro dvě osoby, měl taktéž nekrytý kozlík a měkkou sklápěcí střechu. Tento povoz byl zavěšen na kožených popruzích nebo závěsech a táhl ho jeden kůň.